# Osocze krwi
Osocze krwi (plazma) – zasadniczy płynny składnik krwi, w którym są zawieszone elementy morfotyczne (komórkowe). Stanowi ok. 55% objętości krwi. Osocze uzyskuje się z krwi pobranej po odwirowaniu elementów morfotycznych lub za pomocą zabiegu plazmaferezy Gdy dojdzie do krzepnięcia osocza, wydziela się skrzep, a pozostały płyn to surowica.
Nazwę plazma wprowadził czeski fizjolog Jan Evangelista Purkyně; pochodzi ona od późnołacińskiego słowa plasma, a ono od starogreckiego πλάσμα plasma „kształt, odlew, obraz”.

## Właściwości
Osocze krwi jest płynem składającym się przede wszystkim z wody, transportującym cząsteczki niezbędne komórkom (elektrolity, białka, składniki odżywcze), ale również produkty ich przemiany materii. Z powodu zdolności krzepnięcia odgrywa podstawową rolę w hemostazie. Białka osocza pełnią różne funkcje: odpowiadają za równowagę kwasowo-zasadową, ciśnienie onkotyczne, lepkość osocza, obronę organizmu, a w przypadku głodu są źródłem aminokwasów dla komórek. Osocze ma na ogół zabarwienie słomkowe, ale może przybierać także inne barwy w zależności od stanu fizjologicznego organizmu i spożytych pokarmów, np.:
- zielony – u kobiet stosujących antykoncepcję hormonalną,
- brązowy – w przypadku chorób wątroby,
- żółta – w przypadku spożycia dużej ilości tłuszczu[7].

Skład osocza człowieka:
- 90–92% – woda
- 6–8% – białka
  - albuminy (ok. 58% białek osocza)
  - globuliny (ok. 37% białek osocza)
    - globuliny α1
    - globuliny α2
    - globuliny β
    - globuliny γ

  - fibrynogen (ok. 4% białek osocza)
  - inne białka krzepnięcia krwi
  - białka regulatorowe
  - białka dopełniacza
- inne substancje rozpuszczone
- lipoproteiny: chylomikrony, HDL, IDL, LDL, VLDL
- jony wapnia, sodu, potasu, żelaza, wodoru, chlorkowe, wodorowęglanowe
- gazy oddechowe
- składniki odżywcze (glukoza, cholesterol, aminokwasy, witaminy, kwasy tłuszczowe)
- zbędne produkty metabolizmu (np. mocznik, kwas mlekowy, kreatynina, bilirubina, amoniak)[1][2].

W medycynie osocze jest stosowane jako jeden z preparatów krwiopochodnych, np.:
- świeżo mrożone osocze
- osocze bogatopłytkowe